# Türk Telekom GSK
Türk Telekom GSK – turecki klub sportowy z siedzibą w Ankarze. Jedną z sekcji klubu jest sekcja piłkarska. 

## Historia
Türk Telekom Gençlik ve Spor Kulubü został założony w 1954 w Ankarze. W 1960 PTT awansował do 1. Lig i występował w niej przez kolejne jedenaście lat. Türk Telekomspor powrócił jeszcze do tureckiej ekstraklasy na jeden sezon w 1972 roku. Później klub w latach 1971-72, 1973–74, 1983–94, 1995–98, 2000–01 i 2003–07 występował na zapleczu ekstraklasy. Od 2007 roku Türk Telekomspor występuje w  2. Lig.

## Sezony
- 12 sezonów w Süper Lig: 1960-71, 1972–73.
- 21 sezonów w 1. Lig: 1971-72, 1973–74, 1983–94, 1995–98, 2000–01, 2003–07.
- 10 sezonów w 2. Lig: 1974-75, 1994–95, 1998-00, 2001–03, 2007-.
- 8 sezonów w Amatör Lig: 1975-83.

## Znani piłkarze w klubie
| - Mustafa Ertan - Tolunay Kafkas - Bülent Akın | - Emre Güngör - Mehmet Yıldız |

## Sezony wSüper Lig
| Sezon   | Uzyskane Miejsce |
| ------- | ---------------- |
| 1960-61 | 17               |
| 1961-62 | 10               |
| 1962-63 | 9 w gr. białej   |
| 1963-64 | 11               |
| 1964-65 | 7                |
| 1965-66 | 9                |
| 1966-67 | 7                |
| 1967-68 | 7                |
| 1968-69 | 9                |
| 1969-70 | 14               |
| 1970-71 | 16 (spadek)      |
| 1972-73 | 16 (spadek)      |